# Juan Ignacio González Errázuriz
Juan Ignacio González Errázuriz (Santiago de Chile, 5 de julio de 1956) es un abogado y obispo chileno de la diócesis de San Bernardo. 

## Biografía

### Primeros años y formación
Es hijo de Eduardo González Echenique y de Rosa Teresita Errázuriz Eyzaguirre. Su educación primaria y secundaria la realizó entre 1961 y 1973, en el Colegio de los Sagrados Corazones de la Alameda, de la Congregación de los Sagrados Corazones (Padres Franceses).
En 1974 ingresó a la Facultad de Derecho de la Pontificia Universidad Católica de Chile. Recibió su título de Licenciado en Ciencias Jurídicas en 1979, y un año después recibió su título de abogado. Durante sus estudios universitarios fue ayudante de la cátedra de Historia del Derecho y ayudante en el Instituto de Ciencia Política de la misma Universidad.
En 1977 ingresó a trabajar como procurador en el Servicio Jurídico de Carabineros de Chile. Entre 1980 y 1990 fue abogado de la Dirección del Personal de la misma institución policial. Entre 1988 y 1990 fue profesor del Instituto de Geografía de la Pontificia Universidad Católica de Chile.

### Sacerdocio y episcopado
Fue ordenado diácono el 31 de enero de 1993 en Roma, de manos de Mons. Álvaro del Portillo, Obispo Prelado del Opus Dei. El mismo Obispo Prelado lo ordenó presbítero el 13 de junio de 1993.
Incardinado en la Prelatura de la Santa Cruz y Opus Dei, de la que es miembro desde 1971, fue Capellán general y profesor de Teología y Derecho Canónico en la Universidad de los Andes, en Santiago.
Sus estudios de Filosofía y Teología los realizó en el Studium Generale de la Prelatura de la Santa Cruz y Opus Dei. Es Licenciado y Doctor en Derecho Canónico en la Pontificia Universidad de la Santa Cruz. Aprobó su tesis doctoral con "Summa cum laude".
En torno a esa actividad es que en 1996, resultó seleccionado en el concurso nacional del Fondo de Ciencia y Tecnología, con el tema "El Arzobispo de Santiago don Juan Ignacio González Eyzaguirre, su vida y obra". Su proyecto de investigación fue entregado y aprobado por FONDECYT en 1998.
Realizó la visita "Ad Limina Apostolorum" a S.S. Benedicto XVI en noviembre de 2008. 
Se ha destacado mediáticamente por ser el primer obispo que calificó como "verosímiles" las acusaciones contra el sacerdote Fernando Karadima []. Más tarde defendió ante el hostigamiento mediático al obispo de Osorno Juan Barros, quien ha sido acusado por varias víctimas de encubrir y presenciar visualmente abusos sexuales cometidos por Karadima. El 18 de enero de 2018, en el marco de la visita del papa Francisco a Chile, empujó a la periodista de Mega Priscilla Vargas que intentaba insistentemente obtener alguna respuesta de Barros respecto a su protagonismo durante toda la visita del pontífice, agresión que causó gran revuelo mediático, por lo que el obispo pidió disculpas públicamente a través de su cuenta Twitter.
En abril de 2018, el obispo ha escrito una carta pidiendo disculpas por todo lo sucedido en torno a los abusos, reconoce su error y explica que pensaba estaba actuando bien al defender a uno que se encontraba sin protección; sin embargo entiende que no fue lo correcto en las circunstancias. También asume el compromiso de ayudar a liberar la iglesia del mal que la está afectando, y reparar las heridas que se han causado.
En mayo del 2018 es nombrado presidente de la comisión de abusos en reemplazo de monseñor Alejandro Goic, obispo de Rancagua, nombramiento que ha sido duramente criticado por las víctimas de Karadima.
En marzo de 2020 el Papa Francisco lo nombró administrador apostólico (sede vacante) de la diócesis de Rancagua, manteniendo su cargo en la diócesis de San Bernardo como obispo titular. Fue administrador apostólico hasta la toma de posesión del nuevo Obispo de Rancagua, Mons. Guillermo Vera Soto, el 23 de julio de 2021.

## Publicaciones
Algunas de sus últimas publicaciones son:
- "Iglesia y Fuerzas Armadas. Estudio canónico y jurídico sobre la asistencia espiritual a las Fuerzas Armadas en Chile".
- "El Vicariato Castrense de Chile. Génesis histórica y canónica de su establecimiento. De la Independencia al conflicto eclesiástico de Tacna. 1810-1915".[1]

| Predecesor: Orozimbo Fuenzalida y Fuenzalida                                                                    | Obispo de San Bernardo 2003 - presente                             | Sucesor:                     |
| Predecesor: Alejandro Goic (como Obispo de Rancagua) Fernando Ramos (como Administrador Apostólico de Rancagua) | Administrador Apostólico de Rancagua 2 de marzo de 2020 - presente | Sucesor: Guillermo Vera Soto |